# Aircrack-ng
Aircrack-ng는 디텍터, 패킷 스니퍼, WEP와 [Wi-Fi Protected Aooo
ccess|WPA]/WPA2-PSK 802.11 무선 LAN에 대한 크래커와
분석 도구가 탑재된 네트워크 소프트웨어이다. 이 프로그램은 모니터 모드를 지원하는 무선 네트워크 인터페이스 컨트롤러와 함께 작동하고 802.11a, 802.11b와 802.11g 통신에 대한 패킷 가로채기도 가능하다. Aircrack-ng는 리눅스와 윈도우 환경에서 작동한다.

## 특징
Aircrack-ng는 다음의 소프트웨어도 포함한다.
| 이름        | 설명                                                                                       |
| ----------- | ------------------------------------------------------------------------------------------ |
| aircrack-ng | WEP와 WPA (사전 공격)키를 크랙한다.                                                        |
| airdecap-ng | 알려진 키와 함께 WEP, WPA 암호화 캡처 파일을 복호화한다.                                   |
| airmon-ng   | 다른 네트워크 카드를 모니터 모드로 둔다.                                                   |
| aireplay-ng | 패킷 인젝터                                                                                |
| airodump-ng | 패킷 가로채기: 무선 데이터 트래픽을 PCAP이나 IVS 형태로 저장하고 네트워크 정보를 보여준다. |

## 같이 보기
- 칼리 리눅스